# 요미즈촌
요미즈촌(일본어: 誉水村)은 일본 가가와현 오카와군에 있던 촌이다. 

## 역사
- 1889년 4월 1일 - 정촌제 시행에 수반해, 오치군 요미즈촌이 성립하였다.
- 1899년 4월 1일 - 오카와군 소속이 되었다.
- 1954년 4월 1일 - 니부촌과 신설합병해 오치정이 성립, 동일 요미즈촌은 폐지되었다.

## 참고 문헌
- 角川日本地名大辞典編纂委員会, 『角川日本地名大辞典 43 香川県』, 1985, 角川書店
- 四国新聞社 編『香川年鑑』 昭和29年、四国新聞社、高松市、1953年10月20日。doi:10.11501/2940066。 NCID BB10788678。OCLC 673819408。